# Сан-Панкрацио-Салентино
Сан-Панкрацио-Салентино (итал. San Pancrazio Salentino) — коммуна в Италии, находится в регионе Апулия, в провинции Бриндизи.
Население составляет 10 463 человека (2008), плотность населения составляет 187 чел./км². Занимает площадь 55 км². Почтовый индекс — 72026. Телефонный код — 0831.
Покровителем коммуны почитается святой мученик Панкратий Римский, празднование 11 и 12 мая.

## Демография
Динамика населения:

## Города-побратимы
- Бишелье, Италия